# Chełsty (województwo łódzkie)
Chełsty – wieś w Polsce położona w województwie łódzkim, w powiecie opoczyńskim, w gminie Żarnów.
W latach 1975–1998 miejscowość administracyjnie należała do województwa piotrkowskiego.
We wsi jest siedziba rzymskokatolickiej parafii Miłosierdzia Bożego.

## Historia
Jak wskazują spisy urzędowe z lat 1775 i 1789 Chełsty stanowiły własność podpułkownika wojsk koronnych, kalwina Marcina Dołęgi. W skład jego włości wchodziły również: Adamów, Marcinków, Machory, Młynek, Myślibórz, Sulborowice i Wesoła. Dziedzic tego rozległego majątku zajmował się w owym czasie głównie produkcją surówki wielkopiecowej. Posiadał on 6 dymów fabrycznych w Młynku i 4 w Machorach. Okolice te obfitowały również w złoża rudy żelaznej i glinki ogniotrwałej.
Kolejnymi właścicielami tych dóbr w latach 30. XIX wieku była znana warszawska rodzina przemysłowców – Fraenklów.